# Kuzgun, Karaisalı
Kuzgun là một xã thuộc huyện Karaisalı, tỉnh Adana, Thổ Nhĩ Kỳ. Dân số thời điểm năm 2009 là 431 người.